# 国鉄1690形蒸気機関車

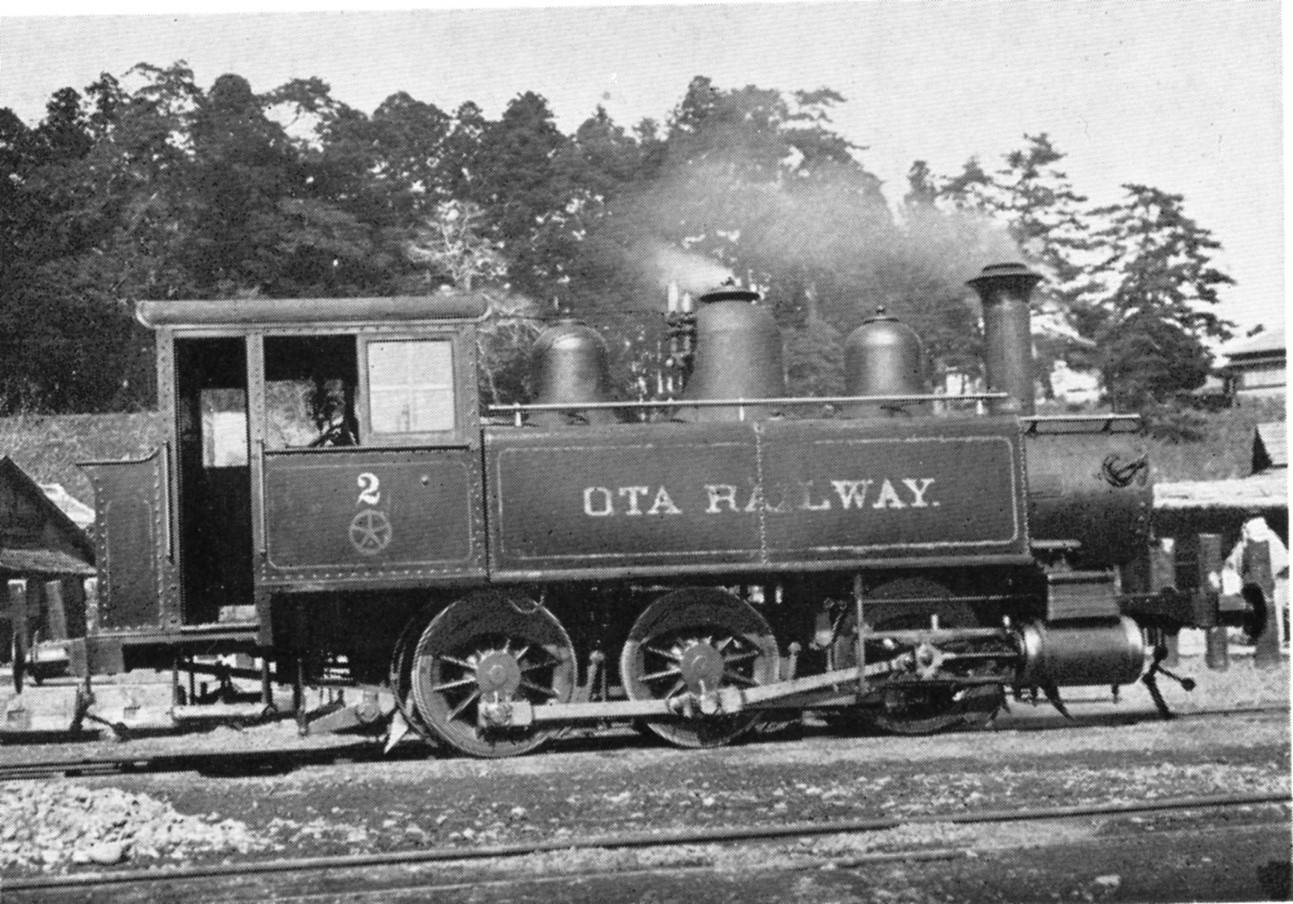
太田鉄道 2（後の鉄道省 1691）

1690形は、かつて日本国有鉄道の前身である鉄道省に在籍したタンク式蒸気機関車である。

## 概要
元は、太田鉄道（後の水戸鉄道（2代））が1896年（明治29年）にアメリカのピッツバーグ・ロコモティブ・アンド・カー・ワークスで2両（製造番号1639, 1640）を製造した、2気筒単式で飽和式、車軸配置0-6-0(C)のサイドタンク式25t級蒸気機関車である。本形式は、同じピッツバーグ製の鉄道院1350形の固定軸距を1ft縮めた大きさで、形態的にも同調している。動輪も、ピッツバーグ製の特徴である補強用の水かきが付けられた、重々しいものであった。
太田鉄道ではA1形（1, 2）と称したが、1901年（明治34年）の営業譲渡を経て1927年（昭和2年）に水戸鉄道が国有化されたのにともない鉄道省籍に編入され、1690形（1690, 1691）と改番された。しかし、これは書類上のもので、現車の改番は行われず、私鉄時代の番号を付けたまま処分された。1929年（昭和4年）には、2両とも五戸電気鉄道（後の南部鉄道）に譲渡され、同社の1, 2となった。このうち2は1940年（昭和15年）に東北本線岡本駅から分岐する高崎板紙の専用鉄道へ譲渡され、1955年（昭和30年）ごろ廃車された。
1も1941年（昭和16年）にC25形（C251）に改称された後、1947年（昭和22年）10月に東野鉄道に譲渡された。東野鉄道でも、そのままの番号であったが予備車的扱いで動く機会は少なかったという。本機は1956年（昭和31年）に除籍され、一説には富士重工業に譲渡されたというが、詳細は明らかでない。

## 主要諸元
- 全長 : 8,442mm
- 全高 : 3,400mm
- 全幅 : 2,311mm（国鉄発表の数値であるが、キャブ幅は2,210mmであり、2,390mm程度にはなる筈）
- 軌間 : 1,067mm
- 車軸配置 : 0-6-0(C)
- 動輪直径 : 1,092mm
- 弁装置 : スチーブンソン式アメリカ型
- シリンダー（直径×行程） : 330mm×508mm
- ボイラー圧力 : 9.8kg/cm2
- 火格子面積 : 0.91m2
- 全伝熱面積 : 51.6m2
  - 煙管蒸発伝熱面積 : 46.6m2
  - 火室蒸発伝熱面積 : 5.0m2
- 小煙管（直径×長サ×数） : 50.8mm×2,978mm×96本
- 機関車運転整備重量 : 25.40t
- 機関車空車重量 : 19.21t
- 機関車動輪上重量（運転整備時） : 25.40t
- 機関車動輪軸重（各軸均等） : 8.47t
- 水タンク容量 : 2.73m3
- 燃料積載量 : 0.86t
- 機関車性能
  - シリンダ引張力（0.85P）: 4,220kg
- ブレーキ装置 : 手ブレーキ、蒸気ブレーキ